# بلنتازيا

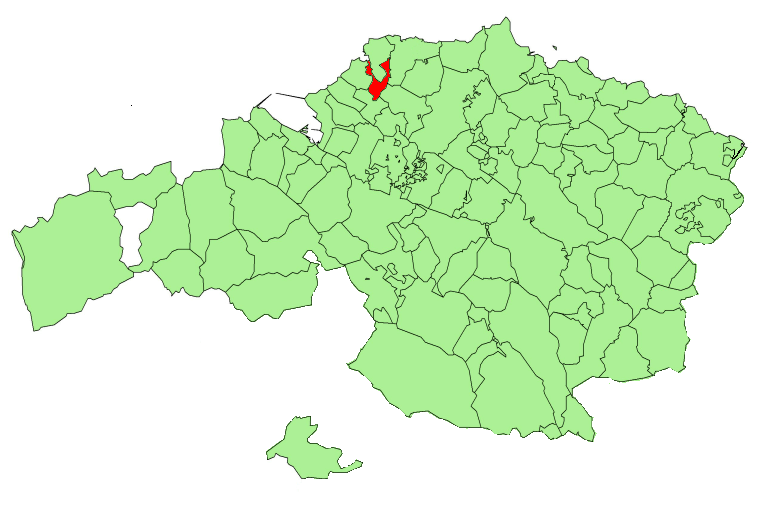
موقع البلدية

بلدية بلنتازيا (بالإسبانية: Plencia)‏ هي بلدية تقع في مقاطعة بيسكاي, التي تقع في منطقة الباسك شمالي إسبانيا.

## وصلات خارجية
- (بالإسبانية)